# Léon Walras

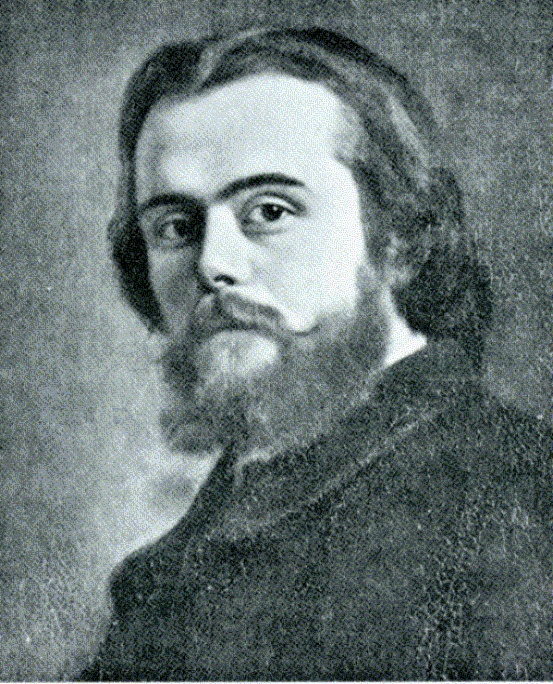
Léon Walras

Marie-Esprit-Léon Walras (* 16. Dezember 1834 in Évreux, Normandie; † 5. Januar 1910 in Clarens, heute Montreux, Schweiz) war ein französischer Ökonom. Er begründete die Lausanner Schule und gilt als einer der führenden Vertreter der Neoklassik und Urheber des allgemeinen Gleichgewichtsmodells.

## Leben

### Jugend
Léon Walras war das älteste von vier Kindern des Antoine-Auguste Walras (1801–1866) aus Montpellier und dessen Ehefrau, der Notarstochter Louise Aline de Sainte Beuve (1811–1892), aus Évreux. Durch den beruflichen Aufstieg des Vaters vom Lehrer zum Professor für Philosophie verbrachte Léon Walras seine Kindheit und Jugend in Paris sowie in mehreren Städten Nordfrankreichs, wo er von 1844 bis 1850 das Collège in Caen und anschließend das Lycée in Douai besuchte. Er erlangte 1851 den Abschluss des Bachelier-ès-lettres. Nach dem Besuch weiterer Kurse in allgemeiner und spezieller Mathematik über jeweils ein Jahr schloss er im Jahr 1853 mit dem Bachelier-ès-sciences ab. Bei der Aufnahmeprüfung (Concours) für die École polytechnique in Paris fiel er zweimal durch. „Sein Studiengang zeigt die praktische Unfähigkeit des Denkers; Mißerfolge, wie sie nicht anders zu erwarten sind, wenn man sich für die École polytechnique durch das Studium Descartes‘ und Newtons vorbereitet; Unlust an ausgefahrenen Bahnen, wie sie jeder Studierende empfindet.“ Er las Cournots Recherches sur les principes mathématiques de la théorie des richesses (dt.: Untersuchungen über die mathematischen Prinzipien der Theorie des Reichtums) und Lagrange.

### Studium
Als er 1853 zum Studium in die Hauptstadt zurückkehrte, war das gesellschaftliche und kulturelle Leben noch immer von den revolutionären Ideen der 1848er geprägt. Dieser Lebensstil und diese Einstellung der so genannte Bohemien beeinflusste auch Léon Walras. Er führte während und nach seiner Studienzeit in Paris zunächst ein relativ unkonventionelles Leben. Da er an seiner favorisierten Hochschule nicht angenommen wurde, begann er 1854 ein Ingenieur-Studium an der École des Mines. Schnell stellte er aber fest, dass er nur wenig Interesse am Ingenieurwesen hatte. Daher vernachlässigte er sein Studium und beschäftigte sich vermehrt mit der Literatur, Philosophie, Geschichte, Kunstkritik und Literaturkritik sowie Wirtschaftspolitik und Sozialwissenschaft. Ob er trotzdem einen Abschluss als Ingenieur gemacht hat, lässt sich nicht zweifelsfrei klären.
Léon Walras verkehrte in intellektuellen Kreisen in Paris und versuchte sich als Romanautor. Der im Jahr 1858 veröffentlichte Roman Francis Sauveur schildert das Leben eines Studenten im Paris der 1850er und soll über starke autobiographische Züge verfügen. Die Abkehr vom Studium wurde von seinen Eltern nicht gern gesehen, insbesondere von seinem Vater. Sie hatten erhofft, dass ihr Sohn Karriere als Bergbauingenieur machte. In einem von Léon Walras als sehr prägend genannten Gespräch gab Auguste Walras seinem Sohn deutlich zu verstehen, dass dieser zumindest das väterliche wirtschafts- und sozialwissenschaftliche Werk fortzusetzen habe. Daher versuchte Léon Walras, sich in den Jahren 1859 bis 1862 mit der journalistischen Arbeit für das Journal des Economistes und La Presse zu etablieren. Er nutzte die Argumentationen seines Vaters, um die leitenden Gedanken Pierre-Joseph Proudhons zu widerlegen. So entstand in den Jahren 1859/60 sein erstes wirtschaftswissenschaftliches Werk: L’économie politique et la justice; Examen critique et réfutation des doctrines économiques de M. P. J. Proudhon précédés d’une introduction à l’étude de la question sociale. Mit diesem Aufsatz nahm er im Juni 1860 an einem Wettbewerb beim internationalen Steuerkongress in Lausanne teil und gewann den vierten Preis.
Im gleichen Jahr begann er im Journal des Economistes seine sechsteilig geplante Artikelserie Paradoxes Économiques zu veröffentlichen. Der erste Teil Paradoxes économiques I (Que le sens commun n’est point le critérium de la science en général, ni en particulier celui de l’économie politique) beschrieb eine Diskussion zwischen einem Kaufmann und einem Wirtschaftsexperten über unterschiedliche praktische Probleme, wie etwa den Freihandel oder Steuern. Der zweite Teil der Serie war bereits geschrieben, als der Autor sich mit seinem Herausgeber überwarf, so dass jeder weitere Artikel zurückgewiesen wurde. Nachdem er nun im Journal des Economistes nicht mehr veröffentlichen konnte, kündigte Walras auch bei La Presse.
Seine Bestrebungen, in Frankreich als Dozent für Ökonomie an einer Universität unterzukommen, scheiterten. Die elf französischen Lehrstühle für Wirtschaftswissen waren mit orthodoxen Ökonomen besetzt und wurden laut Walras’ eigener Aussage nur durch Vetternwirtschaft weitergegeben. Auch sein Bestreben, eine eigene Zeitung über Politik und Sozialwissenschaften zu veröffentlichen, hatte keinen Erfolg, da er die staatliche Genehmigung nicht erhielt. Léon Walras nutzte die Bekanntschaft seines Vaters mit Horace Say, dem Sohn von Jean-Baptiste Say, um eine Anstellung in der Verwaltung der Eisenbahngesellschaft Chemins de Fer Du Nord zu finden. Léon Say, der Sohn von Horace Say und spätere Finanzminister, war im Jahr 1862 einer der Direktoren der Eisenbahngesellschaft. Léon Say verhalf ihm später zu einem Posten im Direktorium einer Wechselbank. In den Jahren von 1865 bis 1868 war er dort für die Buchhaltung zuständig und konnte daher auch Artikel bei der von der Bank finanzierten Genossenschaftszeitschrift Le Travail veröffentlichen. Nach der Liquidation der Bank Ende 1868 bekam er eine Anstellung im Büro des Bankiers J. Hollander.

### 1870–1892: Professur in Lausanne
Walras lebte über zehn Jahre mit seiner ersten Ehefrau Célestine Aline Ferbach (1834–1879) zusammen, bevor er sie im Jahr 1869 heiratete. Mit dieser Heirat wurde seine 1863 geborene Zwillingstochter Marie Aline legitimiert, während ihre Zwillingsschwester bereits im Säuglingsalter verstorben war. Léon Walras adoptierte, nachdem er Célestine geheiratet hatte, deren Sohn Georges (1857–1934), der einer vorangegangenen nichtehelichen Beziehung entstammte. Célestine Walras starb 1879 nach dreijähriger Krankheit. Um die Kosten für die Behandlung zu decken, verschuldete sich Léon Walras erheblich. Seine finanzielle Situation verbesserte sich erst im Jahr 1884, als er Léonide Désirée Mailly (1826–1900) heiratete, da diese eine Leibrente in die Ehe einbrachte. Im Jahr 1892 erhielt Walras nach dem Tod seiner Mutter ein Erbe in Höhe von 100.000 Francs, mit dem er seine Schulden bezahlen konnte und sich eine eigene Leibrente erkaufte. 
Im Jahr 1870 kam für Léon Walras’ Werdegang die entscheidende Wende. Die Regierung des Schweizer Kantons Waadt lud ihn ein, am Concours für den neu eingerichteten Lehrstuhl der politischen Ökonomie an der Universität von Lausanne teilzunehmen. Die Verantwortlichen erinnerten sich noch immer an seinen im Jahr 1860 beim Steuerkongress eingebrachten Beitrag. Da die siebenköpfige Berufungskommission aus drei Mitgliedern der Kantonsregierung bestand und Léon Walras einen der vier Wirtschaftspolitik-Professoren positiv beeindrucken konnte, ging er als Sieger aus dem Concours hervor. 

Die ersten Jahre in Lausanne waren seine produktivsten. Er besann sich auf die Kernaussagen der väterlichen Wirtschaftstheorie zurück, dass Knappheit und Nutzen die Quelle des Wertes bildeten und mathematische Hilfsmittel zu benutzen seien. Dabei zog er auch Cournots Werk in seine Überlegungen ein. Sein Vater hatte sich bereits bemüht, eine Theorie dahingehend zu skizzieren, aber erst Léon Walras konnte sie formulieren. Seine bedeutendsten Werke entstanden in den 1870ern. Im Jahr 1874 erschien der Aufsatz Principe d’une théorie mathématique de l’échange (etwa Prinzip einer mathematischen Theorie des Tausches) im Journal des économistes, nachdem er im Jahr zuvor vom Herausgeber bereits einmal zurückgewiesen worden war.

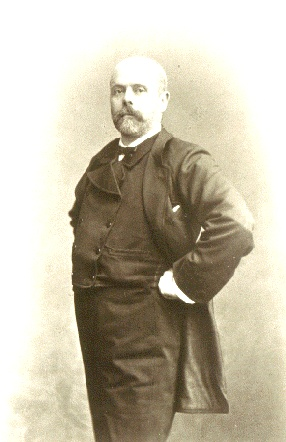
Walras in späteren Jahren.

Im Jahr 1874 wurde die erste Auflage seines bedeutendsten Werkes herausgegeben, die Éléments d’économie politique pure, ou théorie de la richesse sociale (in Englisch: Elements of Pure Economics, or the Theory of Social Wealth, dt.: Mathematische Theorie der Preisbestimmung der wirtschaftlichen Güter). Sie bestehen aus dem Prinzip einer mathematischen Theorie des Tausches aus dem Jahr 1873, den Gleichungen des Tausches aus dem Jahr 1875 sowie den Gleichungen der Produktion, Gleichungen der Kapitalisierung und des Kredites aus dem Jahr 1876. Ludwig Gebhard von Winterfeld (1853–1904), ein preußischer Offizier, übersetzte dieses Werk erstmals im Jahr 1881 in die deutsche Sprache, als er sich im Winter 1880/81 in Lausanne aufhielt. 
Ab 1874 nahm Léon Walras auch Kontakt mit den unterschiedlichsten Wirtschaftswissenschaftlern seiner Zeit auf, unter anderem mit William Stanley Jevons, Antoine-Augustin Cournot, Alfred Marshall, Carl Menger, Philip Wicksteed, Francis Ysidro Edgeworth, Vilfredo Pareto und Knut Wicksell. Er wollte seine Ideen bekannt machen und sah in dieser Kontaktaufnahme zu den wirtschaftswissenschaftlichen Größen seiner Zeit den Weg dazu. Wenig erfolgreich waren die Versuche, seine Ideen und Erkenntnisse, vor allem Geld- und Währungslehre, in Frankreich zu etablieren.
Um die hohen Arztkosten der Behandlung seiner Frau Célestine begleichen zu können, musste er neben seiner Tätigkeit an der Universität noch anderen Beschäftigungen nachgehen. Er gab Nachhilfe, schrieb Artikel unter einem Pseudonym für die Gazette de Lausanne und die Bibliothèque universelle, außerdem war er auch als Berater für die Versicherungsgesellschaft La Suisse tätig.

### 1892–1910: Spätwerk und Tod
Nach seiner Erbschaft im Jahr 1892 wollte Léon Walras sich ursprünglich nur für ein Jahr von seiner Lehrtätigkeit zurückziehen, um seine gesundheitlichen Probleme zu überwinden, doch er nahm seine Dozententätigkeit nie wieder auf. Als Honorarprofessor war er weiterhin für die Universität in Lausanne tätig, musste aber keine Vorlesungen halten. Seinen Lehrstuhl an der Hochschule übernahm Vilfredo Pareto. 

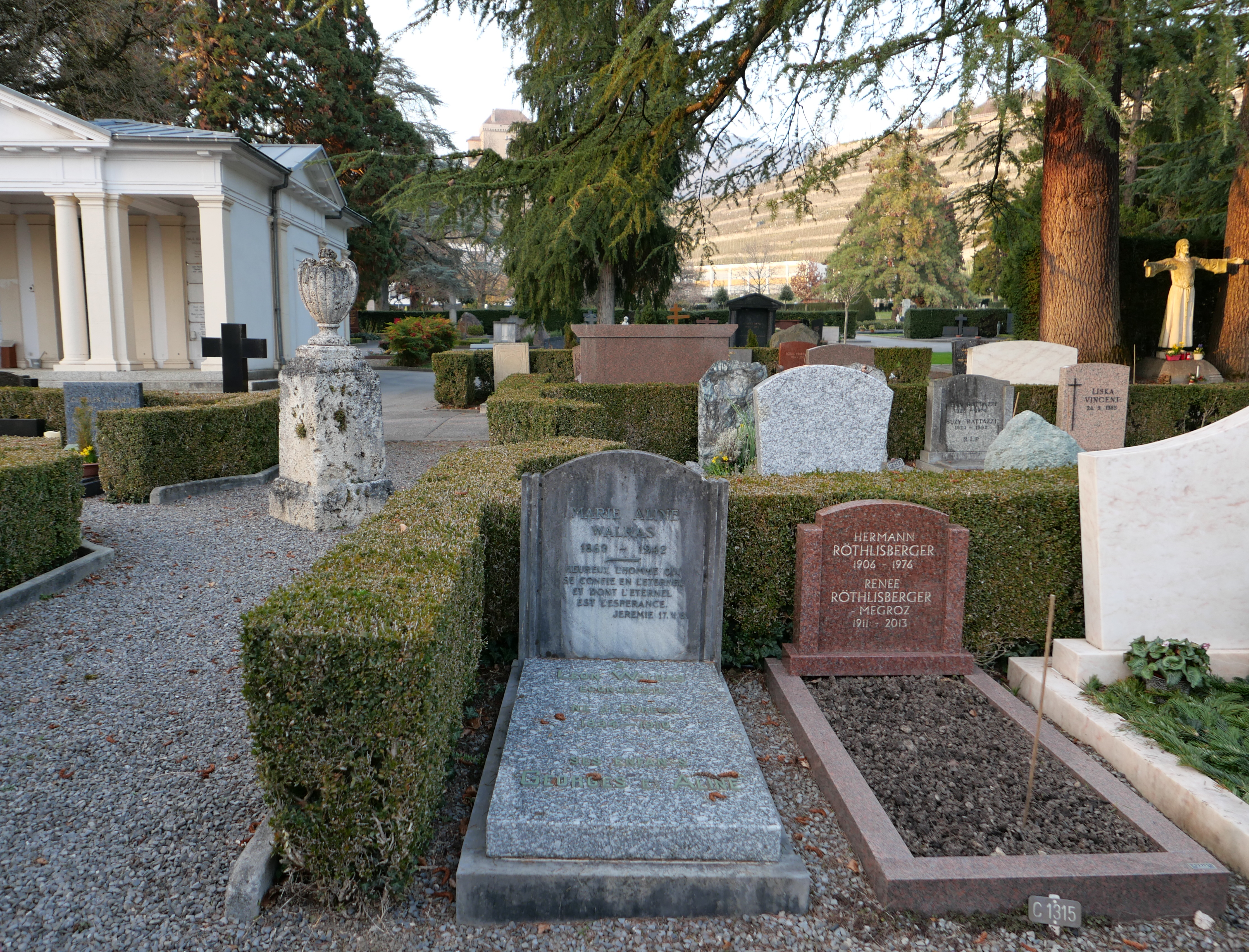
Das Grab von Walras und seiner Tochter Marie Aline, die 1942 starb, auf dem Friedhof von Clarens.

Seine weiteren wissenschaftlichen Arbeiten waren dann trotz zahlreicher Veröffentlichungen weniger innovativ als redaktionell. Léon Walras’ politische Interessen entsprachen denen seines Vaters, so etwa die Ideen zur Reformierung des Steuersystems und der Landverstaatlichung. Mit Études d’économie sociale; Théorie de la répartition de la richesse sociale veröffentlichte Léon Walras im Jahr 1896 eine Sammlung seiner Artikel und Lesungen aus dreißig Jahren über Sozialpolitik. Im Jahr 1898 veröffentlichte er in Études d’économie politique appliquée; Théorie de la production de la richesse sociale eine Sammlung seiner Zeitungsartikel und Lesungen sowie Korrespondenz zu wirtschaftswissenschaftlichen Themen. Hierin formulierte er am Beispiel des Aktienmarkts das nach ihm benannte Walras-Gesetz. Die Éléments d’économie politique pure, ou théorie de la richesse sociale hat er bis zum Jahr 1900 in vier jeweils überarbeiteten Auflagen publiziert. 
Er war äußerst stolz auf seine Mitgliedschaft bei den wissenschaftlichen Gesellschaften in Europa und den USA sowie die am 21. Juni 1909 erfolgte Ehrung seines vierzigjährigen Dienstjubiläums an der Universität von Lausanne, als eine Bronzebüste aufgestellt wurde.

## Werk

Théorie mathématique de la richesse sociale, 1883

Walras entwickelte gleichzeitig, aber unabhängig (diese Unabhängigkeit ist umstritten) von Stanley Jevons und Carl Menger das Konzept des Grenznutzens („rareté“ bei Walras).
Seine wesentliche Leistung bestand in der Entwicklung eines allgemeinen Gleichgewichtsmodells der Volkswirtschaft. Hierbei agieren beliebig viele Haushalte und Unternehmen auf beliebig vielen Märkten. Walras vermutete die Existenz eines Preissystems mit der Eigenschaft, dass Angebot und Nachfrage auf allen Märkten zugleich übereinstimmen. Formal bewiesen wurde diese Vermutung erst später durch Abraham Wald und im Rahmen des Arrow-Debreu-Gleichgewichtsmodells.

## Werke (Auswahl)
- Éléments d'économie politique pure ou théorie de la richesse sociale. Lausanne: Corbaz et al. 1874, siehe auch Allgemeine Gleichgewichtstheorie
- Théorie de la monnaie (Geldtheorie)
- Études d'économie politique appliquée (Studien zur angewandten politischen Wirtschaftslehre)